# Дилан Картер
Дилан Картер (енгл. Dylan Carter; 30. јануар 1996) тринидадски је пливач чија специјалност је пливање спринтерских трка слободним, делфин и леђним стилом. 

## Каријера
На међународној сцени дебитовао је на Светском првенству за јуниоре одржаном у августу 2013. у Дубаију, а на којем је успео да се пласира у финала трка на 50 делфин (освојио сребрну медаљу) и 50 и 100 леђно (8. и 4. место). Наредне године наступио је прво на Играма Комонвелта у Глазгову где је заузео 5. место у финалу трке на 100 слободно, а месец дана касније и на Олимпијским играма младих у кинеском Нанђингу где је освојио сребро на 50 делфин и бронзу на 50 слободно чиме је доста успешно окончао јуниорску каријеру.
У сениорској конкуренцији дебитовао је током 2015. године, прво на Панамеричким играма у Торонту где је пливао у финалу трке на 100 слободно (6. место), а потом и на Светском првенству у Казању где се такмичио у четири дисциплине. Најбољи резултат у Казању постигао је у трци на 50 метара делфин стилом у којој је испливао 15. време полуфинала уз нови лични рекорд од 23,60 секунди. 
Успео је да се квалификује за наступ на ЛОИ 2016. у Рио де Жанеиру где је наступио у трци на 100 слободно у којој је у квалификацијама испливао нови лични рекорд у вредности од 48,80 секунди, што је било довољно за 23. место у укупном поретку.
На светском првенству у Будимпешти 2017. такмичио се у 4 дисциплине, а најбоља времена остварио је у тркама на  100 слободно у којој је био 18. (48,87) и 50 делфин у којој је заузео 19. место (са временом 23,73 секунди). У тркама на 200 слободно и 100 делфин испливао је нове личне рекорде.
Картер је остварио запажене успехе током 2018. године. Прво је на Играма Комонвелта у аустралијском Гоулд Коусту освојио сребрну меаљу у трци на 50 делфин, да би потом на Играма Централне Америке и Кариба освојио укупно 5 медаља, од чега 3 златне. Годину је окончао освајањем бронзане медаље у трци на 50 делфин на светском првенству у малим базенима у Хангџоуу. 
Такмичио се и на светском првенству у корејском Квангџуу 2019. где је наступио у укупно 4 дисциплине — 50 делфин (13), 100 леђно (16), 100 слободно (16) и 50 слободно (41. место). Свега две недеље по окончању светског првенства учествовао је на Панамеричким играма у Лими где је освојио бронзану медаљу у трци на 100 леђно. 